# Sparkassen Giro Bochum 2009
Lo Sparkassen Giro Bochum 2009, dodicesima edizione della corsa, valido come evento dell'UCI Europe Tour 2009 categoria 1.1, si svolse il 2 agosto 2009 su un percorso di 177,6 km. Fu vinto dal britannico Mark Cavendish, che terminò la gara in 4h 16' 30" alla media di 41,54 km/h.
Al traguardo 91 ciclisti portarono a termine il percorso.

## Ordine d'arrivo (Top 10)
| Pos. | Corridore            | Squadra        | Tempo    |
| ---- | -------------------- | -------------- | -------- |
| 1    | Mark Cavendish       | Columbia-HTC   | 4h16'30" |
| 2    | Gerald Ciolek        | Team Milram    | s.t.     |
| 3    | Andreas Stauff       | Kuota Indeland | s.t.     |
| 4    | Heinrich Haussler    | Cervélo        | s.t.     |
| 5    | Robert Wagner        | Skil-Shimano   | s.t.     |
| 6    | Eric Baumann         | Sparkasse      | s.t.     |
| 7    | Niko Eeckhout        | An Post        | s.t.     |
| 8    | Sep Vanmarcke        | Jong Vlaand.   | s.t.     |
| 9    | Roy Curvers          | Skil-Shimano   | s.t.     |
| 10   | Pieter Vanspeybrouck | Topsport Vl.   | s.t.     |